# Vallée de la Jeunesse
 (novembre 2016).
Si vous disposez d'ouvrages ou d'articles de référence ou si vous connaissez des sites web de qualité traitant du thème abordé ici, merci de compléter l'article en donnant les références utiles à sa vérifiabilité et en les liant à la section « Notes et références ».
La Vallée de la Jeunesse est un parc en pente situé à Lausanne, en Suisse. Elle abrite notamment des places de jeux, une roseraie, un musée et un espace d'éducation des jeunes à la circulation routière.

## Histoire culturelle
Lorsque le Flon coulait dans la vallée, le site était très encaissé. Après l'enfouissement du Flon, la donne changea complètement. La vallée servit alors de décharge. Le comblement à bon marché est devenu indispensable par l'Expo 64[réf. nécessaire]. Le sommet de la vallée était l'entrée nord de la manifestation. Au sud, se situait le « jardin Nestlé ». La roseraie a été greffée quelques années plus tard et son inauguration s'était faite en 1973. La roseraie est devenue ainsi le symbole de la jeunesse.

## Toponymie
La Vallée de la Jeunesse tire son nom de l'Expo 64 : elle était la porte d'entrée de la manifestation et en accueillait la garderie.

## Description
La vallée s'étend en pente sur près de 900 mètres.
Plusieurs places de jeux, chemins, une pièce d'eau, une roseraie et diverses autres activités y sont présents. Les plantes y sont présentées en gradins. Un chemin mène à un bâtiment abritant l'Espace des Inventions, une halte de jeux et une ancienne garderie fondée par Nestlé, souvenir de l'Expo 64. Le chemin prolonge son parcours jusqu'à la plaine de Vidy (autre vestige de l'Expo 64), sur les rives du lac Léman.

## Nature
La roseraie de la vallée contient environ 8 000 rosiers, une collection d'environ 80 conifères nains et une collection de plantes vivaces. Ses cordons boisés font la jonction entre le cimetière de Montoie et celui du Bois-de-Vaux,.

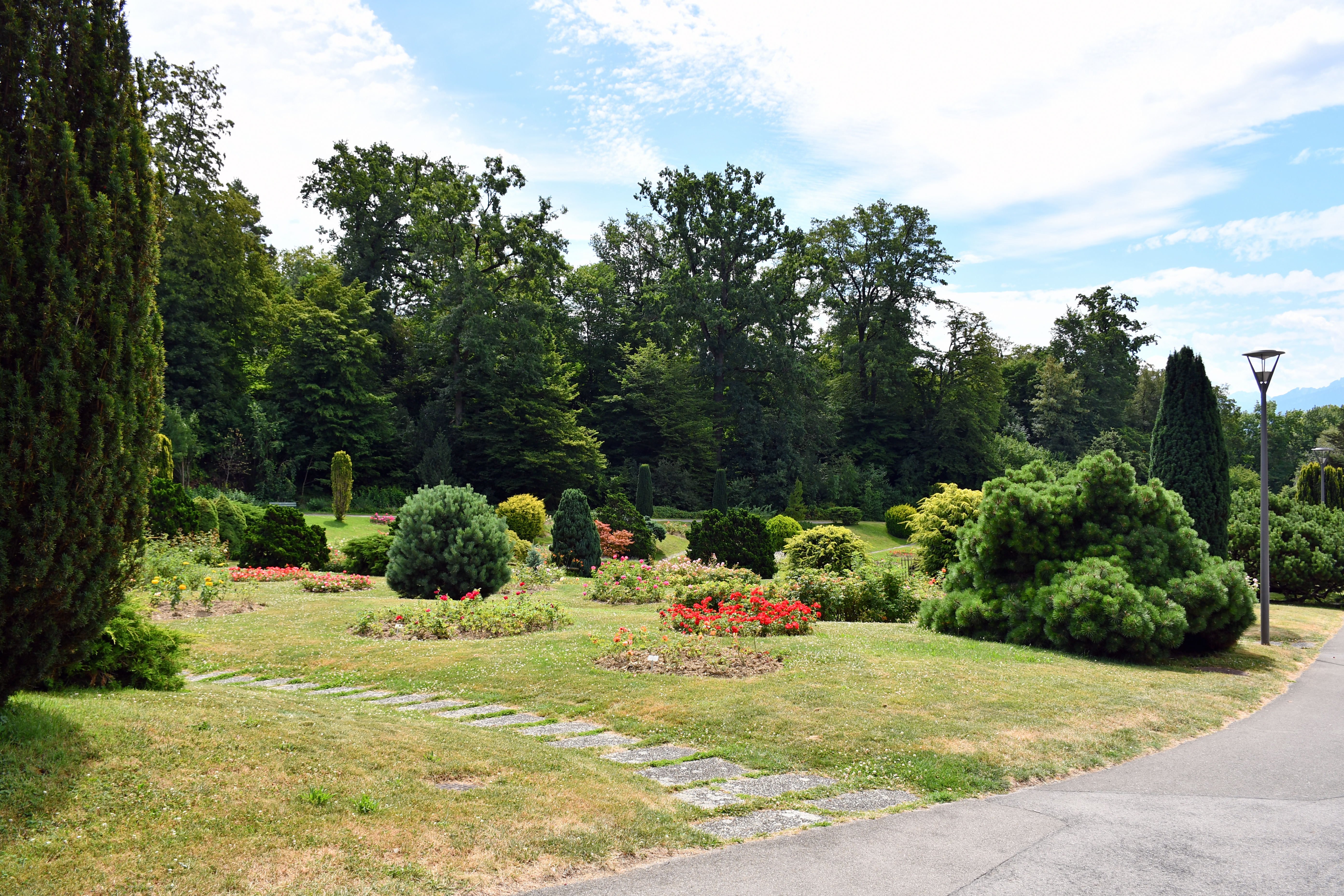
La roseraie de la vallée de la jeunesse.
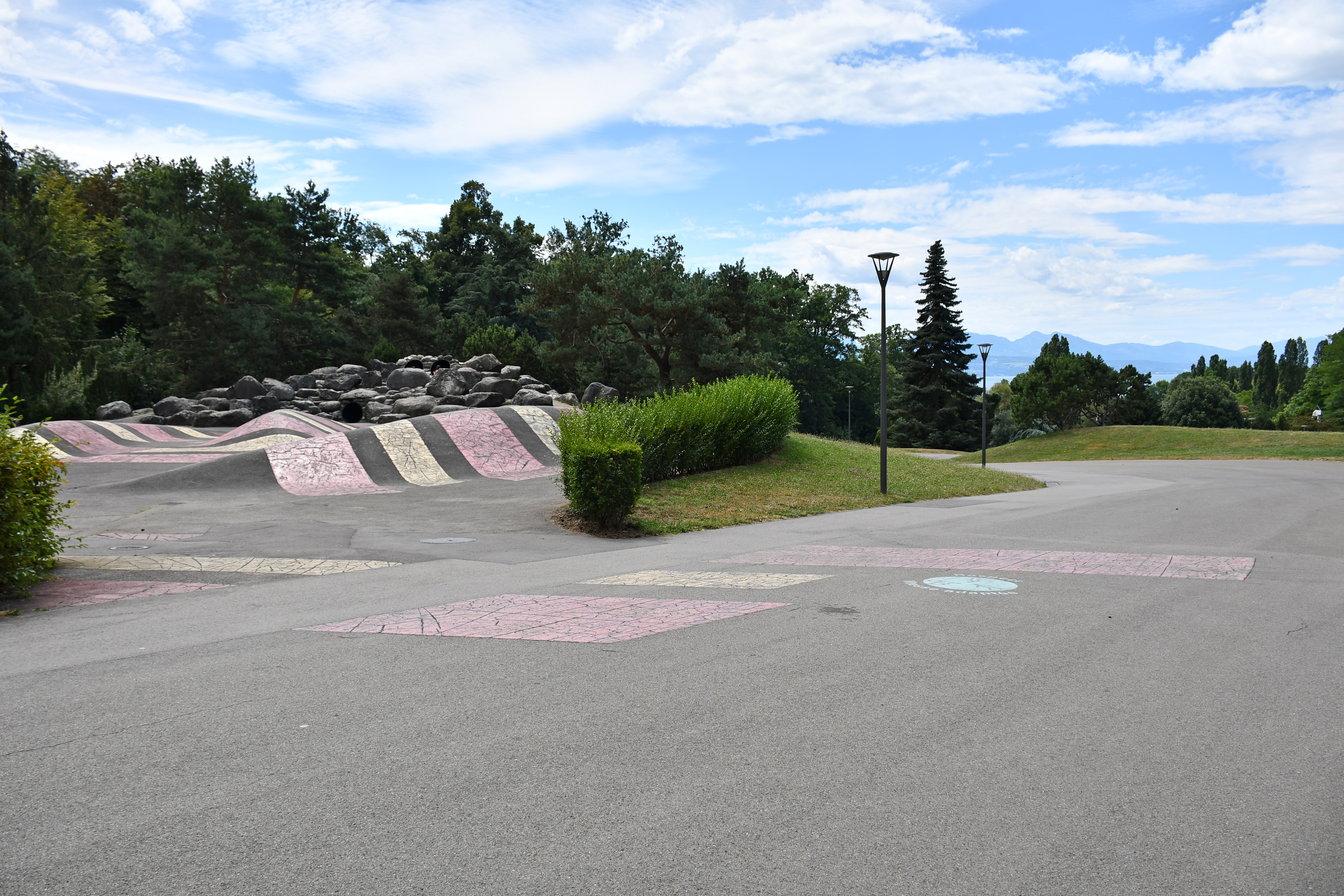
La vallée de la jeunesse de Lausanne, vestige de l'exposition nationale de 1964.

## Ateliers et activités
Plusieurs ateliers et activités y sont présents.

### Espace des inventions
L'Espace des inventions est un musée scientifique pour les enfants et les familles. Des expositions, ateliers pour tout âge et diverses autres animations publiques y sont présents.

### Jardin de la circulation
Le jardin de circulation est une zone de circulation miniature, où les jeunes sont éduqués à la circulation routière, en principe à bicyclette ou vélomoteur. L'activité y est enseignée par la police de Lausanne. Le jardin est ouvert de mars à fin août.
Le jardin de la circulation existe depuis 1964, mais c'est en mai 1968 qu'il a été inauguré. Ce sont les sergents Rogivue et Cuagny, chef de la brigade scolaire, qui en ont conçu et élaboré les principaux éléments techniques. Au départ, il y avait des bicyclettes et des voitures à pédales, qui ont fait place à des vélomoteurs (amenés à disparaître eux aussi). Avec le temps, le jardin s’est adapté à l’évolution des règles de la circulation. Un giratoire y a ainsi été aménagé. De 1968 à 2018, quelque 200 000 petits Lausannois ont appris à rouler à la Vallée de la Jeunesse,,.